# Fall Plowing
Fall Plowing és una pintura a l'oli de 1931 de Grant Wood que representa un camp llaurat al seu estat natal d'Iowa. Ret homenatge a l'arada i la reixa d'acer que utilitzaven habitualment els agricultors de l'Oest Mitjà dels Estats Units durant aquell temps. Subratlla el paper important que van tenir les noves tecnologies en el desenvolupament de les prades en terres de conreu viables. L'àrea ara està inscrita al Registre Nacional de Llocs Històrics.